# San Jerónimo Ocotitlán
San Jerónimo Ocotitlán o simplemente llamado Ocotitlán (en náhuatl: Ocōtōchtitlān 'lugar entre linces'; ocōtōch-, 'lince' y -titlān, 'entre'), es una de las 9 juntas auxiliares, que junto con la cabecera municipal integran el territorio del municipio poblano de Acajete. Es un pueblo de origen nahua, ubicada al oriente del Valle de Puebla-Tlaxcala.
Se encuentra a 30 km al oeste de la Puebla de Zaragoza en la región geográfica conocida como Angelópolis, y cuenta con una altura de 2285 metros sobre el nivel del mar. Ocotitlán está localizado al sur del volcán Matlalcueyetl (La Malinche); limita al oriente con los pueblos de San Bartolomé Hueyapan y Santiago Acatlán, al poniente con Amozoc de Mota, al norte con La Magdalena Tetela de Morelos y Santa María Nenetzintla, y al sur con los cerros de Santa Rosa. El núcleo urbano se concentra sobre la Carretera Federal Puebla Tehuacán. 

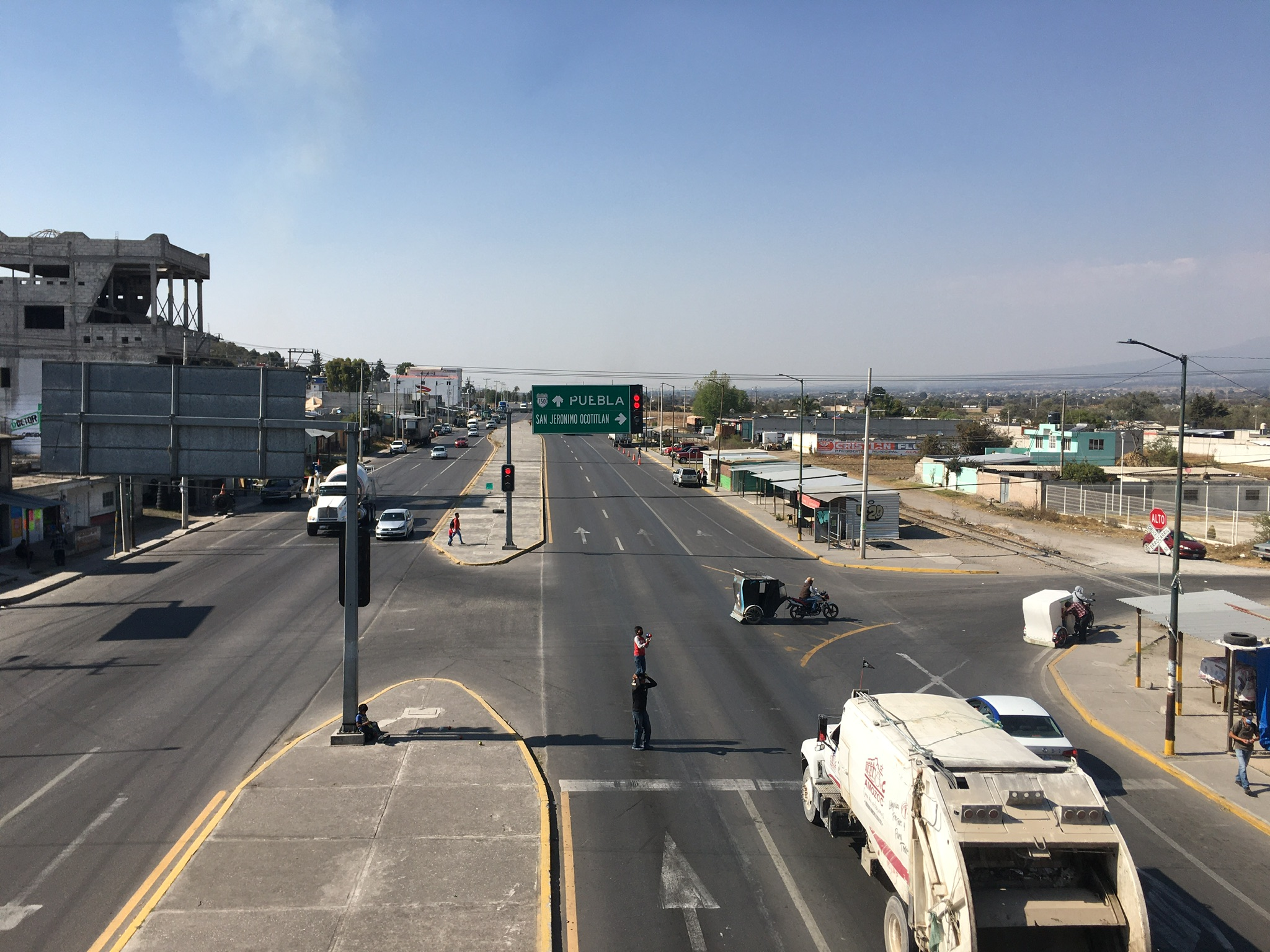
Carretera Federal Puebla Tehuacán (México 150), con dirección a Puebla de Zaragoza.

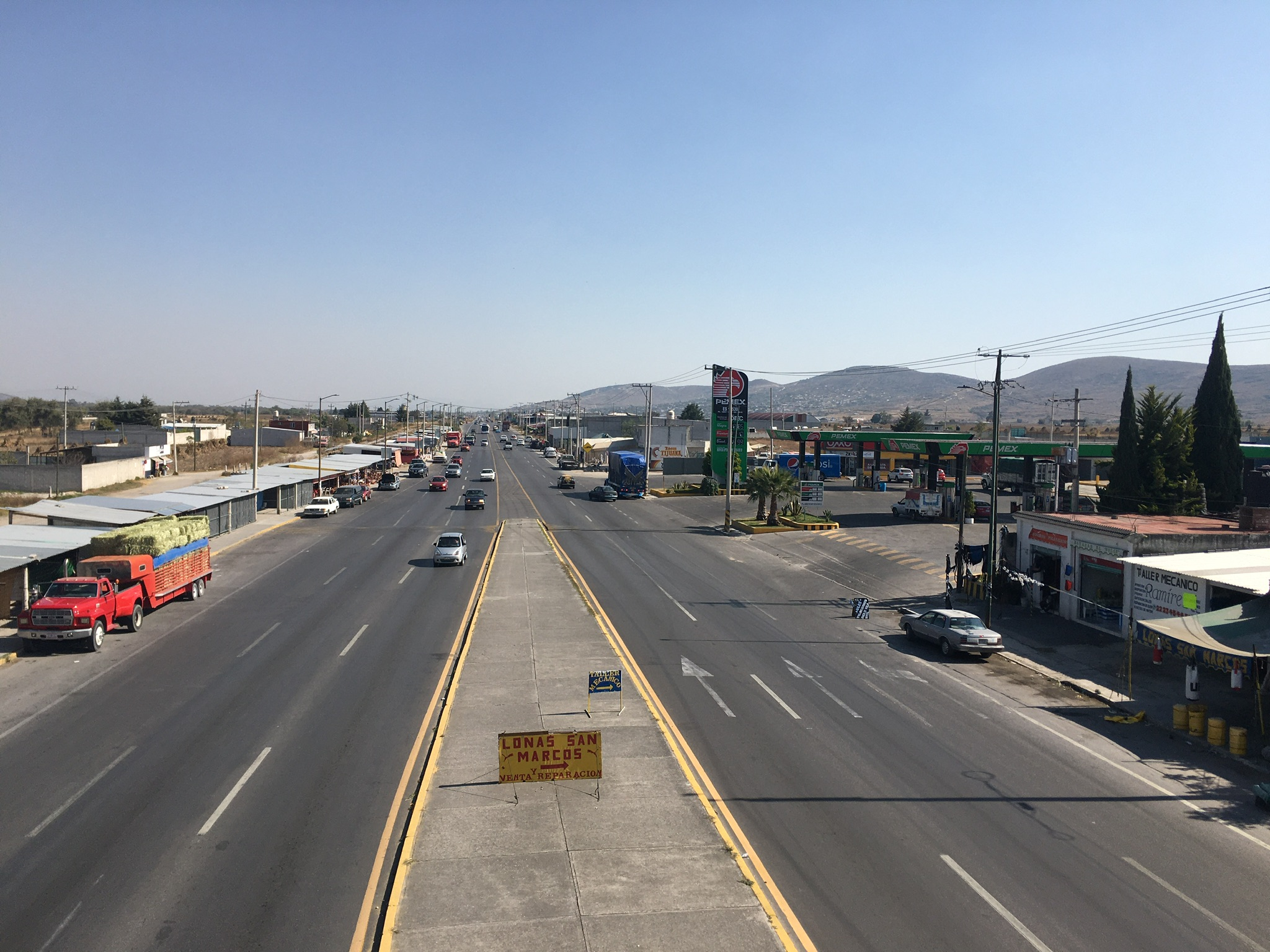
Carretera Federal Puebla Tehuacán (México 150), con dirección a Tehuacán.

De acuerdo con censo INEGI de 2010, la localidad tiene una población de 1993 hombres y 2263 mujeres, contando con un total de 4809 habitantes. El número de hijos por mujer es de 3, y el grado de escolaridad promedio es de una educación primaria (sexto año). Su principal actividad económica es la alfarería, siendo secundaria la agricultura y el trabajo asalariado en la Ciudad de Puebla.
Los cuerpos de agua que atraviesan el poblado son el río El Bajío (de norte a sur) y un afluente del río El Águila (de oriente a poniente). Ocotitlán cuenta con un clima templado; se ubica sobre una llanura aluvial con lomerío en el acuífero del Valle de Tecamachalco, al interior de la cuenca del Río Balsas.
Originalmente, el área fue asentada en el siglo xiii junto a la barranca de Ocotochatlauhtli con la llegada de los Tolteca-Chichimeca, en la zona hoy conocida como la Loma de Santa Rosa, donde hoy se ubica la zona arqueológica. Previamente a esta época, ya se habitaban los bosques junto a la barranca, ya que hay evidencias de que se explotaba la agricultura en el valle desde el siglo ii.
En los padrones de tierra de la Nueva España de 1525, se menciona el Pueblo de Indios de Ocotitlán como parte de las haciendas que dominaron la región, indicando que se concentró a la población indígena cercana para trabajar en las haciendas de los españoles adinerados. La situación terminó con el estallido de la revolución mexicana.
Aunque los hacendados trataron de ejercer control sobre los indígenas intentando despojarlos de su cultura, el aislamiento físico y la marginación social facilitó la retención de importantes elementos de la cultura tradicional. Debido a ello, la comunidad posee un rico patrimonio cultural; pero éste se encuentra en riesgo de ser desplazado a causa del avance urbano de Puebla y a la influencia de los emigrantes en Estados Unidos.
El crecimiento de la delincuencia organizada y sus consecuencias en Ocotitlán.
Desafortunadamente la localidad de San Jerónimo Ocotitlán se ha visto muy afectada por la delincuencia, es especial con el huachicol. Puesto a su cercanía con la carretera federal y comunidades que conciernen al Triángulo Rojo
El día 18 de julio de 2018 se reportó una fuga de gas LP en una toma clandestina. Dicho percance ocurrió alrededor de las 2 horas de la fecha menciona, a un costado de la Autopista México 150D, en los límites municipales de Acajete y Amozoc.  La fuga produjo una gran columna de fuego, alertando a los locales y haciendo que estos buscarán refugio. Horas después la llamarada fue controlada por los cuerpos de emergencia correspondientes. A los 3 días del percance el siniestro pereció, alertando a las autoridades a estar más pendientes en caso de ocurrir otro escenario similar.
Los Pokemón es un grupo delictivo oriundo del municipio poblano de Acajete. Fundado en 2015 por Ricardo N, originario de la comunidad vecina de La Magdalena Tetela, quién se sabe tuvo vínculos con el CJNG.  Dicha banda delictiva ha sido protagónica del robo de combustible fósiles en su municipio de origen y alrededores. No se dedican únicamente a este delito, también al robo de automóviles y distribución de drogas en la zona del municipio.  
ACTIVIDADES DEPORTIVAS
Es una comunidad con una gran tradición deportiva , siendo centro regional de eventos deportivos, así como de contar con las ligas de fútbol más longevas dentro de su municipio, destacando la práctica de fútbol en sus diferentes variaciones, fútbol soccer, fútbol 7, fútbol rápido. Contando con una gama amplia de equipos. Cabe destacar que además de los ciudadanos locales, recibe a equipos de otras localidades. Actualmente te cuenta con ligas de fútbol rápido en la presidencia de la comunidad (juegafut5 ocotitlan y real ocotitlan) y una privadas de fútbol 7 (cancha los  álamos).          
TRADICIONES
ntro de las tradiciones más famosas de la comunidad es el baile de carnaval correspondiente al domingo de ramos, donde los habitantes de la comunidad realizan bailes representativos del pueblo, vistiendo disfraces muy elaborados y vistosos con lo que refuerzan el orgullo de la tradición.                    